# Adkamé Melaga
 (novembre 2023).
Si vous disposez d'ouvrages ou d'articles de référence ou si vous connaissez des sites web de qualité traitant du thème abordé ici, merci de compléter l'article en donnant les références utiles à sa vérifiabilité et en les liant à la section « Notes et références ».
Adkamé Melaga, ancien prince de Seraye (XVe siècle) et fondateur du livre des lois de la province du Medri Bahri, qui d'ailleurs est toujours à son nom.  Il mena ses troupes contre les armées de l'imam Ahmed Gragne et lui résista jusqu'à la fin de sa guerre sainte.
L'Adkamé Melaga reste aujourd'hui l'une des rares personnes dont les histoires sont toujours contées en Érythrée avec le Negassi Yeshaq et la reine beja Jawa.